# John C. Whitehead
John Cunningham Whitehead, (Evanston (Illinois), 2 april 1922 – New York, 7 februari 2015) was een Amerikaans bankier en politicus van de Republikeinse Partij. Tussen 1985 en 1989 was hij onderminister van Buitenlandse Zaken onder Ronald Reagan.

## Biografie
Whitehead werd geboren in 1922. In 1943 studeerde hij af. Tijdens de Tweede Wereldoorlog diende hij voor het Amerikaanse leger. In 1947 behaalde hij zijn Master of Business Administration aan de Harvard Business School. Tussen 1948 en 1984 was hij aan de slag bij de Amerikaanse bank Goldman Sachs. In 1985 werd hij onderminister van Buitenlandse Zaken onder minister George Shultz in het kabinet van president Ronald Reagan.
John Whitehead overleed op 7 februari 2015 op 92-jarige leeftijd.
- Gemeinsame Normdatei: 129817473
- International Standard Name Identifier: 0000 0001 1496 6023
- Library of Congress Control Number: n85158650
- National Archives and Records Administration: 10570251
- Nationale Bibliotheek van Tsjechië: jx20120201027
- SNAC: w6043fd3
- Système universitaire de documentation: 164426752
- Virtual International Authority File: 105006520
- WorldCat: E39PBJhhmgHTmX4WFTvcDFQpfq